# Резала (Зубин Поток)
Резала је насеље у општини Зубин Поток на Косову и Метохији. Атар насеља се налази на територији катастарске општине Резала површине 674 ha. Старо насеље је било на речној тераси Ибра и на благим странама изнад те терасе, на месту ушћа Чечевске реке у Ибар. Насеље је подељено на два засеока Гаљке и Чарапиће (Дробњаке). Изнад села се уздише врх на обронку Мокре Горе под називом Резалска глава (1.1183 м). У селу има доста трагова старијег становништва. У близини Ибра у месту Аниште налазилису се и зидови кућа, које су ту постојале док је у насељу био главни хан из пут поред Ибра. Изградњом акумулације Газиводе 1977. године доњи део насеља је потопљен, који је био најповољнији за пољопривредну производњу. Садашње насељу на падинама ка језеру има знатно мање становника јер се ретко ко од старог становништва из потопљеног дела села преселио у садашње насеље, већ је највећи део становништва одсељен, и то махом за Крагујевац. После ослобађања од турске власти место је у саставу Звечанског округа, у срезу митровичком, у општини лучко-речкој и 1912. године има 120 становника. У периоду 1952-1955. године насеље је било седиште Општине Резала у саставу Звечанског среза. Насељена места која су улазила у њен састав су: Бабудовица, Бојновиће, Бубе, Бурлате, Велика Калудра, Врба, Вукосављевиће, Горњи Јасеновик, Драиновиће, Заграђе, Зечевиће, Кијевце, Копиловиће, Коваче, Леденик, Лучка Река, Међеђи Поток, Ранчиће, Резала, Тушиће, Чечево и Чешановиће. Укидањем општине њена територија је ушла у састав општине Зубин Поток.

## Демографија
Насеље има српску етничку већину.
Број становника на пописима:
- попис становништва 1948. године: 171
- попис становништва 1953. године: 256
- попис становништва 1961. године: 292
- попис становништва 1971. године: 264
- попис становништва 1981. године: 49
- попис становништва 1991. године: 22